# Temnik (rivier)
De Temnik (Russisch: Темник) is een rivier in de Russische autonome republiek Boerjatië. De rivier heeft haar bronnen in de waterscheiding van de Chamar-Daban en de Kleine Chamar-Daban en stroomt na 320 kilometer uit in de Selenga. De rivier heeft een open verbinding met het Goesinojemeer via de zijrivier Tsagan-Gol. De rivier is smal als gevolg van de geringe neerslag, veroorzaakt door het feit dat de Chamar-Daban het grootste deel van de wolken tegenhoudt. Langs de rechteroever van de rivier loopt de zuidelijke grens van de zapovednik Bajkalski.
De rivier varieert in breedte tussen de 10 en 40 meter en in diepte van 0,8 tot 2,5 meter. In november bevriest de rivier en tegen eind december vormt zich aan de mondingen van de zijrivieren veel grondijs. Eind april smelt het ijs en ontstaat hoog water.
De rivier is populair bij watertoeristen. De moeilijkheidsschaal is geclassificeerd op 4.